# Alfred Slavík
Alfred Slavík (20. duben 1847 Krušovice – 30. leden 1907 Praha) byl profesorem geologie a mineralogie na Císařské a královské české vysoké škole technické v Praze. Dvakrát byl zvolen rektorem ČVUT.

## Život
Po absolvování české reálky v Ječné v Praze začal studovat chemii na pražském Polytechnickém ústavu. Toto studium nedokončil a začal studovat lékařství na Universitě Karlově. Lékařského doktorátu dosáhl v roce 1873.
Již během studia se věnoval přírodním vědám, hlavně zoologii a paleontologii. V letech 1864–1868 byl praktikantem a v letech 1868–1872 asistentem paleontologických sbírek Musea království českého. V roce 1873 nastoupil jako asistent profesora Jana Krejčího na Polytechnickém ústavu. V roce 1875 se habilitoval jako docent paleontologie, v roce 1884 rovněž jako docent pedologie.
V roce 1890 byl na Císařské a královské české vysoké škole technické v Praze jmenován zastupujícím profesorem mineralogie a geologie namísto zemřelého Otakara Feistmantela. V roce 1894 pak byl jmenován řádným profesorem mineralogie a geologie. Svými výzkumy při významných stavbách založil odvětví inženýrské geologie.
Od roku 1896 byl členem sboru obecních starších král. města Prahy. Od roku 1902 byl jednatelem Musea království českého. Byl mimořádným členem Královské české společnosti nauk.

### NakladatelstvíSlavík a Borový
V roce 1877 založil spolu s Františkem Borovým (1844–1907, otcem pozdějšího nakladatele Františka Borového) nakladatelství Slavík a Borový, které bylo původně zamýšleno jako vydavatelství odborné a vědecké literatury. Nakladatelství působilo v letech 1877–1883.

## Dílo
V první části svého profesního života se věnoval hlavně zoologii a paleontologii. Po nástupu na techniku přešel k oborům praktickým: pedologii a inženýrské geologii. Podílel se na geologických průzkumech pro stavby městských vodovodů.

## Spisy
- Monografie českých měkkýšů zemských a sladkovodních, Praha : komise František Řivnáč, 1868
  - Monographie der Land- und Süsswassermollusken Böhmens, Praha : komise František Řivnáč, 1869, totéž dílo v němčině
- Zpráva o získání vody pitné a užitkové v severovýchodní části okresu Mělnického, Mělník : Okresní výbor, 1903

Otiskl řadu statí v češtině i němčině, nejčastěji v Archivu pro přírodovědný výzkum Čech a ve Zprávách Královské české společnosti nauk.